# 관현악을 위한 열두 개의 독일 무곡, WoO 13
관현악을 위한 열두 개의 독일 무곡, WoO 13은 루트비히 판 베토벤에 의해 쓰인 무곡 모음집이다.

## 개요
작품의 작곡 시기는 1792–7년 경이며, 악보의 출판은 1929년 빈, 그리고 프라하와 라이프치히에서 이루어졌다. 베토벤은 이 같은 무곡들을 쓸 경우, 먼저 관현악을 위한 버전을 쓴 다음, 나중에 그것을 피아노 버전으로 편곡한 사례들이 있지만, 원본의 원고는 출판되지 않은 상태로 수년에 걸쳐 손실되었고, 피아노 버전만이 살아 남았다. 이 무곡 모음집은 작곡가의 더 중요한 창작물은 아니지만, 중요하지 않은 작품도 아니다. 각각은 항상 특별히 독특하지는 않지만, 잘 제작되어 있으며, 일부는 매우 매력적이고, 앞으로의 많은 걸작을 예고하는 솜씨를 드러낸다.

## 구성
1. 독일 무곡 (라장조)
2. 독일 무곡 (내림나장조)
3. 독일 무곡 (사장조)
4. 독일 무곡 (라장조)
5. 독일 무곡 (바장조)
6. 독일 무곡 (내림나장조)
7. 독일 무곡 (라장조)
8. 독일 무곡 (사장조)
9. 독일 무곡 (내림마장조)
10. 독일 무곡 (다장조)
11. 독일 무곡 (가장조)
12. 독일 무곡 (라장조)

## 관련 링크
- 관현악을 위한 열두 개의 독일 무곡, WoO 13 - 국제 악보 도서관 프로젝트(IMSLP)의 악보